# Бестамацький сільський округ
Бестама́цький сільський округ (каз. Бестамақ ауылдық округі, рос. Бестамакский сельский округ) — адміністративна одиниця у складі Алгинського району Актюбінської області Казахстану. Адміністративний центр — село Бестамак.
Населення — 4217 осіб (2021; 3650 у 2009, 2664 у 1999, 2913 у 1989).
Станом на 1989 рік існувала Бестамацька сільська рада (село Бестамак), село Бескопа перебувало у складі Максимо-Горьківської сільради.

## Склад
До складу округу входять такі населені пункти:
| Населений пункт | Стара назва | Населення, осіб (1989) | Населення, осіб (1999) | Населення, осіб (2009) | Населення, осіб (2021) |
| --------------- | ----------- | ---------------------- | ---------------------- | ---------------------- | ---------------------- |
| Бескоспа, село  | Бескопа     | 617                    | 321                    | 318                    | 468                    |
| Бестамак, село  | -           | 2296                   | 2343                   | 3332                   | 3749                   |